# C40都市気候リーダーシップグループ
C40都市気候リーダーシップグループ(C40 Cities Climate Leadership Group, C40）は、世界の人口の12分の1と世界経済の4分の1を代表する世界96都市のグループ。C40は、世界の主要都市によって創設、構成され、気候変動への取り組みと、温室効果ガスの排出と気候リスクを低減する都市行動の推進に焦点を当て、都市市民の健康、福祉、経済的機会を向上させることを目的とする。

## 概要
2019年現在のC40の議長はロサンゼルス市長のエリック・ガルセッティは、元ニューヨーク市長のマイケル・R・ブルームバーグは理事長、マーク・ワッツは事務局長を務めている。3つすべては、13名の運営委員会、取締役会、および専門スタッフと緊密に連携している。C40市長の回転運営委員会は、戦略的な方向性とガバナンスを提供する。運営委員会のメンバーにはアンマン、ボストン、コペンハーゲン、ダーバン、香港、ジャカルタ、ロンドン、ロサンゼルス、メキシコシティ、ミラノ、パリ、ソウル、東京都が含まれる。
複数のセクターとイニシアチブ領域にまたがって、C40は都市のネットワークを招集し、以下のような取り組みを支援する一連のサービスを提供している。ピアツーピア交換の促進。研究、知識管理、コミュニケーション。C40はまた、都市を世界中の気候変動対策の主導的な勢力として位置付け、持続可能な未来を創造するためのより大きな支援と自治を求める各国政府への呼びかけを定義し、拡大している。
C40の作業は、3つの戦略的資金提供者であるブルームバーグ・フィランソロピーズ、チルドレンズインベストメントファンド財団、リアルダニアによって実現されている。

## C40 都市
C40には、7つの世界の地域に96の参加メンバー都市がある
- アフリカ: 
  -  エジプト – カイロ
  -  エチオピア – アディスアベバ
  -  ガーナ – アクラ
  -  ケニア – ナイロビ
  -  ナイジェリア – ラゴス
  -  セネガル – ダカール
  -  シエラレオネ – フリータウン
  -  南アフリカ – ケープタウン
  -  南アフリカ – ダーバン
  -  南アフリカ – ヨハネスブルグ
  -  南アフリカ – プレトリア
  -  タンザニア – ダルエスサラーム
- 東アジア: 
  -  中国 – 北京
  -  中国 – 成都
  -  中国 – 大連
  -  中国 – 広州
  -  中国 – 南京
  -  中国 – 上海
  -  中国 – 深圳
  -  中国 – 武漢
  -  香港 – 香港
  -  日本 – 東京都[3]
  -  日本 – 横浜市[4]
  -  韓国 – ソウル
- 欧州: 
  -  デンマーク – コペンハーゲン
  -  フランス – パリ
  -  ドイツ – ベルリン
  -  ドイツ – ハイデルベルク
  -  ギリシャ – アテネ
  -  イタリア – ミラノ
  -  イタリア – ローマ
  -  イタリア – ベニス
  -  オランダ – アムステルダム
  -  オランダ – ロッテルダム
  -  ノルウェー – オスロ
  -  ポーランド – ワルシャワ
  -  ロシア – モスクワ
  -  スペイン – バルセロナ
  -  スペイン – マドリッド
  -  スウェーデン – ストックホルム
  -  スイス – バーゼル
  -  トルコ – イスタンブール
  -  イギリス – ロンドン
- 南アメリカ:
  -  アルゼンチン – ブエノスアイレス
  -  ブラジル – クリチバ
  -  ブラジル – リオデジャネイロ
  -  ブラジル – サンパウロ
  -  ブラジル – サルヴァドール
  -  チリ – サンチャゴ
  -  コロンビア – ボゴタ
  -  コロンビア – メデリン
  -  エクアドル – キト
  -  ペルー – リマ
  -  ベネズエラ – カラカス
- 北アメリカ:
  -  カナダ – モントリオール
  -  カナダ – トロント
  -  カナダ – バンクーバー
  -  メキシコ – メキシコ
  -  アメリカ – オースティン
  -  アメリカ – ボストン
  -  アメリカ – シカゴ
  -  アメリカ – ヒューストン
  -  アメリカ – ロサンゼルス
  -  アメリカ – ニューオリンズ
  -  アメリカ – ニューヨーク市
  -  アメリカ – フィラデルフィア
  -  アメリカ – ポートランド
  -  アメリカ – サンフランシスコ
  -  アメリカ – シアトル
  -  アメリカ – ワシントンDC
- 南アジア・西アジア:
  -  バングラデシュ – ダッカ
  -  インド – ベンガルール
  -  インド – チェンナイ
  -  インド – ジャイプル
  -  インド – コルカタ
  -  インド – ムンバイ
  -  イスラエル – テルアビブ
  -  インド – ニューデリー
  -  ヨルダン – アンマン
  -  パキスタン – カラチ
  -  アラブ首長国連邦 – ドバイ
- 東南アジア:
  -  オーストラリア – メルボルン
  -  オーストラリア – シドニー
  -  インドネシア – ジャカルタ
  -  マレーシア – クアラルンプール
  -  ニュージーランド – オークランド
  -  フィリピン – ケソン市
  -  シンガポール – シンガポール
  -  タイ – バンコック
  -  ベトナム – ハノイ
  -  ベトナム – ホーチミン